# Víniani (Eurytanie)
Víniani, en grec moderne : Βίνιανη, est un village du dème d'Agrafa, en Grèce-Centrale. Selon le recensement de 2011, la population de Víniani compte 3 habitants. Il est situé à une distance de 30 km de Karpenísi.
Le Comité politique de libération nationale, également connu sous le nom de gouvernement de montagne, est formé à Víniani, le 10 mars 1944, avec Evripídis Bakirtzís comme président par intérim. C'est sur la place du village qu'il y lit l'acte fondateur du Comité.
Le village a subi de gros dégâts après un tremblement de terre en 1966 et a été abandonné par la plupart de ses habitants. Néa Víniani (el) a été construit à une distance de 5 km. Il fait partie de la communauté locale de Víniani et compte, en 2011, 127 habitants.